# Citroën World Rally Team
El Citroën World Rally Team és una escuderia formada l'any 2002 per Citroën per competir al Campionat Mundial de Ral·lis.

## Història
Abans del 1996, Citroën treballava en raids, preparant un Citroën ZX Rally Raid amb el qual aconseguiren imposar-se al Ral·li Dakar. No obstant això, a mitjans dels noranta, Citroën va començar a treballar en un cotxe per a competir en ral·lis. Els anys 1996 i 1997 va desenvolupar un ZX per a competicions de ral·lis, aconseguint-se el títol del Campionat d'Espanya de Ral·lis d'Asfalt de l'any 1997 amb el ZX pilotat per Jesús Puras.
L'any 1998 Citroën va començar a desenvolupar un cotxe nou sobre la base del Xsara, apareixent el Xsara Kit Kar que va arribar a guanyar el Ral·li de Catalunya, així com tres títols consecutius del Campionat de França de Ral·lis amb Philippe Bugalski i un amb Sébastien Loeb.
A partir de l'any 1999 es va començar a treballar en un World Rally Car, debutant el nou Xsara WRC al Ral·li de Catalunya del 2001, amb els pilots Jesús Puras i Philippe Bugalski. Va ser un debut impressionant on el Xsara va demostrar la seva superioritat sobre l'asfalt, ocupant els dos primers llocs del ral·li fins que es van haver de retirar els dos per problemes mecànics.
La temporada 2002, no va participar en tot el campionat complet, sinó que tan sols prengué part en 8 ral·lis, per tal de desenvolupar el Citroën Xsara WRC. En aquesta temporada cal destacar l'error que va tenir l'equip al Ral·li Monte-Carlo que va costar la victòria a Loeb, això no obstant, el própi Loeb va guanyar aquell mateix any el Ral·li d'Alemanya.
La següent temporada, la 2003, la primera al complet, Citroën va reunir a tres grans pilots a la seva escuderia: Sébastien Loeb, Carlos Sainz i Colin McRae. L'equip va ser molt competitiu, guanyant el seu primer títol de marques, però no el de pilots, que se'l adjudicà Petter Solberg amb Subaru.
L'any 2004, Sébastien Loeb va aconseguir el títol de pilots en un campionat que va dominar a plaer, èxit que es va repetir l'any 2005, on Citroën va anunciar que es retiraria e la competició per tal de concentrar-se en el desenvolupament d'un nou cotxe, el Citroën C4 WRC.
La temporada 2006 l'equip es va retirar del Mundial per preparar un nou cotxe amb el qual retornar al 2007, però Sébastien Loeb va disputar el campionat al volant d'un Citroën Xsara WRC de l'equip privat Kronos Racing, aconseguint la majoria de victòries i un nou títol de pilots.
L'any 2007 Citroën retornà a la competició amb el nou C4 WRC. Entre 2007 i 2010 els pilots del equip serien Sébastien Loeb i Daniel Sordo, amb la incorporació a partir del 2009 de Sébastien Ogier, provinent del Citroën Junior Team. En aquest període Loeb guanyà els campionats per pilots de 2007, 2008, 2009 i 2010, mentre que el 2008, 2009 i 2010 també s'aconseguí un nou títol mundial per marques.
A partir de la temporada 2011, amb el canvi de generació de WRC, es substitueix el C4 WRC pel DS3 WRC amb els pilots Sébastien Loeb i Sébastien Ogier, renovant el títol per pilots amb Loeb i el de marques. La temporada 2012 marxa del equip Ogier i s'incorpora Mikko Hirvonen, tornant-se a guanyar de nou el títol per pilots amb Loeb i el de marques per cinquena vegada de forma consecutiva.
A partir de la temporada 2013, amb la retirada a temps complert de Sébastien Loeb, Citroën queda relegada de les victòries per Volkswagen i Sébastien Ogier. Entre 2013 i 2018 diferents pilots prenen part de l'equip sense poder disputar el campionat a Ogier malgrat aconseguir victòries puntuals. En aquest període passen per l'equip Kris Meeke, Mads Østberg, Khalid Al Qassimi, Craig Breen, Andreas Mikkelsen o Stéphane Lefebvre.
L'any 2019 retorna a l'equip Sébastien Ogier, guanyador dels darrers sis campionats mundials, compartint estructura amb Esapekka Lappi. Els resultats no foren els esperats i Ogier finalitza tercer el Mundial, amb el qual decideix deixar l'equip al acabar la temporada. Sense un pilot de primera línia per abanderar l'equip, Citroën decideix deixar el Campionat Mundial i ja no participa a la temporada 2020.

## Pilots destacats
- Mikko Hirvonen
- Sébastien Loeb
- Colin McRae
- Sébastien Ogier
- Carlos Sainz
- Daniel Sordo